# Kočegar
Kočegar (Кочегар) è un film del 2010 diretto da Aleksej Oktjabrinovič Balabanov.

## Trama
Il protagonista è un maggiore di etnia jakuta, in congedo per le conseguenze di un'esplosione in Afghanistan e decorato come Eroe dell'Unione Sovietica. 
La moglie lo ha lasciato e lui lavora come custode e fuochista, scrivendo a macchina un romanzo e aiutando la figlia, che ha avviato un'attività di pelletteria siberiana a San Pietroburgo assieme ad un'amica, figlia di un suo ex commilitone, un cecchino ora entrato a far parte della malavita di San Pietroburgo come sicario e che usa le fornaci per far scomparire i cadaveri delle sue vittime.